# Ammophilomima australis
Ammophilomima australis là một loài ruồi trong họ Asilidae. Ammophilomima australis được Martin miêu tả năm 1973. Loài này phân bố ở miền Ấn Độ - Mã Lai.